# Ministero della guerra (Cina imperiale)
Il Ministero della Guerra (zh. 兵部S, BīngbùP) era uno dei sei ministeri del governo nella tarda Cina imperiale. Persistette dal tempo dei Tang (VII secolo) fino alla Rivoluzione Xinhai del 1911.

## Nome
Il Ministero della Guerra è anche comunemente tradotto come Ministero/Ufficio della Difesa.

## Funzione
Durante la dinastia Ming, il Ministero della Guerra aveva il controllo su:
- nomine, promozioni e retrocessioni di ufficiali militari;
- manutenzione di installazioni, attrezzature e armi militari;
- amministrazione del sistema postale imperiale e della rete dei corrieri.

### Rete di corrieri
I lavoratori hanno trovato lavoro nelle stazioni di collegamento o negli uffici postali durante la dinastia Ming in diversi modi. Alcuni furono nominati direttamente dall'imperatore. In alcuni casi, i leader indigeni locali hanno ricevuto queste nomine. Le posizioni subordinate erano occupate da membri del loro entourage, inclusi cuochi, stallieri e locandieri. Successivamente il capo-stazione divenne una posizione ereditaria, in alcuni casi per oltre 100 anni.
Nelle stazioni di frontiera più isolate erano impiegati come personale esiliati, ex-criminali e prigionieri di guerra. Gli ex-alti-funzionari condannati per crimini che andavano dalla malversazione (comportamento corrotto in una posizione di fiducia), alla corruzione o all'ubriachezza ricevevano questi incarichi come punizione.
Negli anni 1360, al principio dell'Era Ming, le famiglie facenti parte del sistema postale imperiale dovevano, a seconda della loro ricchezza, fornire alla locale stazione di posta un cavallo, grano o manodopera. Tali incarichi erano considerati una punizione, assicurando che fossero necessarie solo qualifiche minime. Tuttavia, i capi-stazione di collegamento dovevano essere responsabili della manutenzione delle barche nelle stazioni idriche e dei cavalli nelle stazioni dei cavalli, nonché di fornire ai viaggiatori in base al loro grado attrezzature, servi e cibo adeguati per il loro viaggio.
Il benessere dei messaggeri e degli inviati ufficiali era la preoccupazione principale del capostazione.

#### Organizzazione
La gerarchia all'interno di queste stazioni era chiara. Il responsabile era il capo-stazione. Sotto di lui c'era il personale che svolgeva lavori che andavano dal personale di stalla o di locanda/taverna alle mansioni di magazzino che gestivano i rifornimenti della stazione. La paga per i capi-stazione variava in base all'importanza della stazione. Il compenso era sotto forma di grano ogni mese lunare, successivamente convertito in argento per un totale di 15-22 tael all'anno. Nonostante questa paga piuttosto alta, nessun individuo durante la dinastia Ming ha mai cercato di diventare capo-stazione a causa dei rischi associati. Questi rischi provenivano sia dai viaggiatori sia, soprattutto nelle stazioni più isolate, da banditi o eserciti stranieri che potevano prendere di mira la stazione o le rotte di viaggio. I capi-stazione potevano poi essere molestati, picchiati o addirittura assassinati a seconda dei capricci dei viaggiatori di alto rango. Questi rischi non erano limitati al capo-stazione; il banditismo e gli eserciti invasori non distinguevano i loro nemici in base al grado. Per ogni stazione di corrieri erano presenti fino a otto stazioni di posta "espressa".

#### Stazioni di posta
Le posizioni di direttore delle poste erano un'occupazione molto meno rischiosa. La maggior parte dei direttori postali non ha subito alcuna forma di molestia, infortunio o morte da parte dei propri clienti. Le stazioni di posta erano più piccole e meno importanti dal punto di vista diplomatico delle stazioni di corrieri. Il personale e il compenso erano molto più piccoli. Ogni stazione di posta espressa aveva da quattro a dieci membri dello staff che servivano come addetti delle poste a piedi e un direttore delle poste i cui compiti principali erano sorvegliarli e garantire la consegna della posta. Il personale era tipicamente composto dai giovani della comunità agricola locale. A parte la buona salute, il lavoro non aveva altre qualifiche. Nelle stazioni di posta isolate, i ranghi e gli archivi sono stati occupati da criminali graziati nel braccio della morte. La paga era di 4-7 tael all'anno.